# Hoeilaart
Hoeilaart là một đô thị trong tỉnh Vlaams-Brabant, Flanders, một trong ba vùng của Bỉ.  Đô thị này chỉ bao gồm thị xã Hoeilaart. Tại thời điểm ngày 1 tháng 1 năm 2006,  Hoeilaart có tổng dân số 10.074 người. Tổng diện tích là 20,43 km² với mật độ dân số là 493 người trên mỗi km².
Ngôn ngữ chính thức là tiếng Hà Lan (như ở những nơi khác ở Flanders). Tại đây có các cộng đồng thiểu số từ Liên minh châu Âu, Hoa Kỳ và Canada.
Đô thị này có nhà thờ phong cách kiến trúc tân Rôma năm 1870-1874.

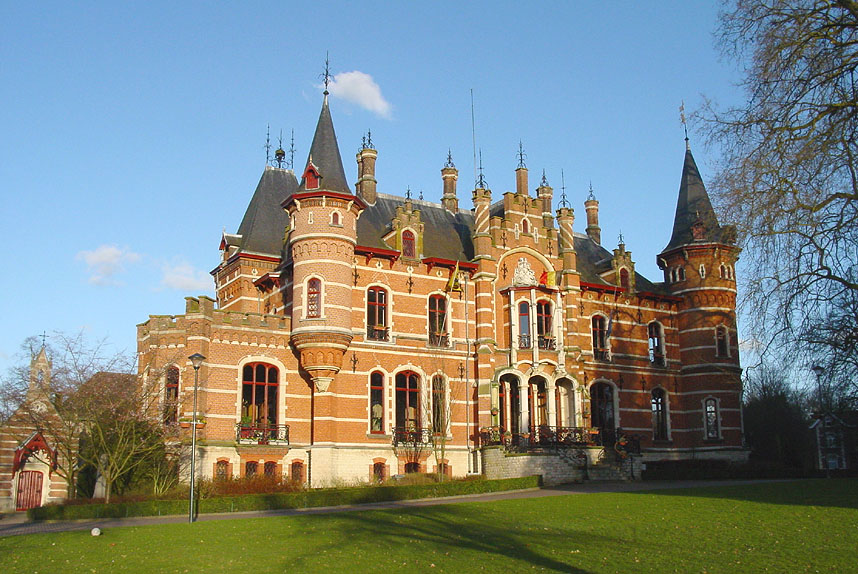
Tòa thị chính Hoeilaart
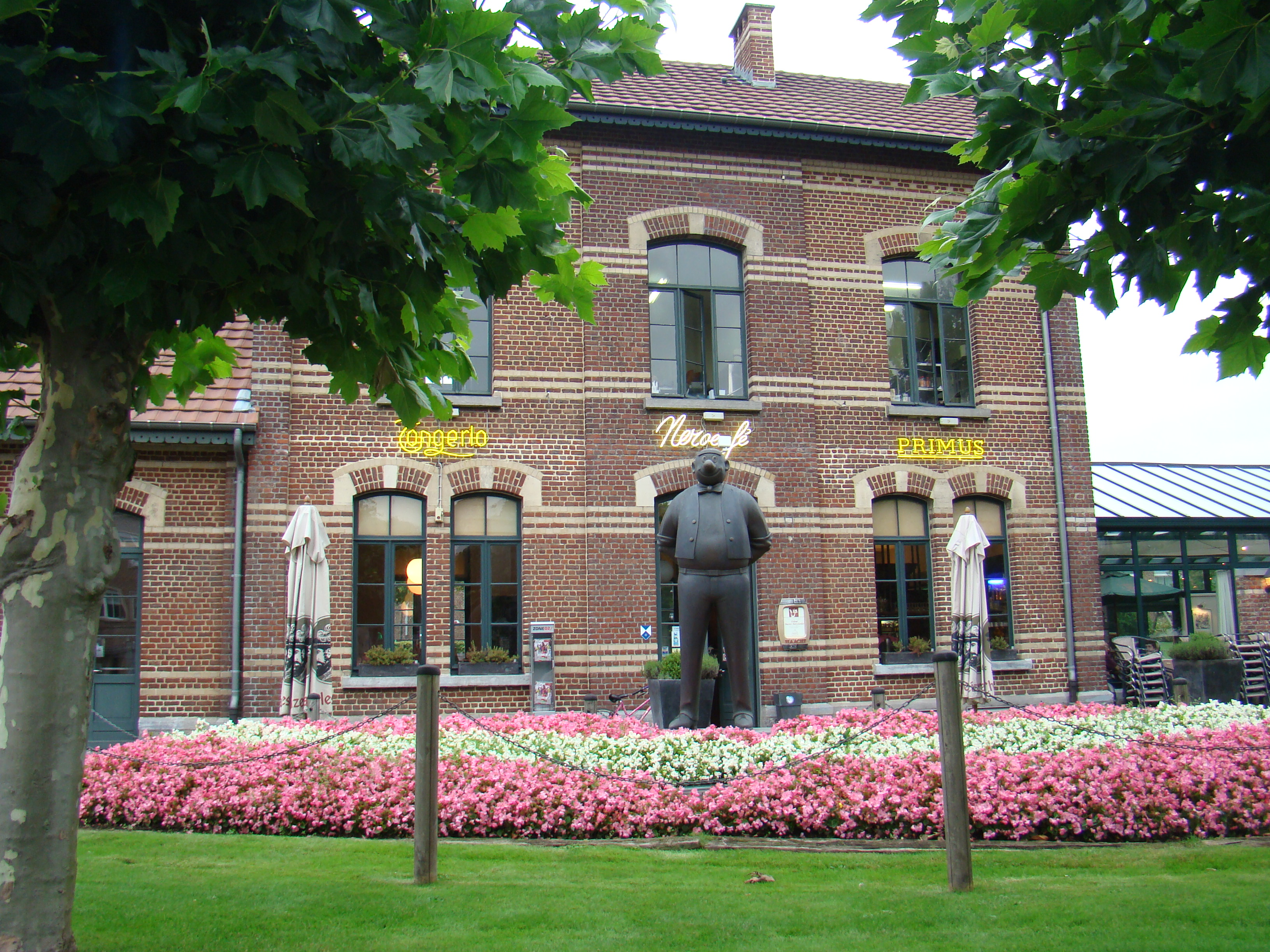
Nhà ga tàu điện cũ Hoeilaart với tượng Nero

## Dân địa phương nổi tiếng
- Jan van Ruusbroec (1291-1381)
- Marc Sleen, tác giả của Nero
- Jaak Pijpen
- Walter Baele
- Michael Klawans